# Jean-Baptiste Delage
Pour les articles homonymes, voir Delage.
Jean-Baptiste Delage, né à Saint-Christoly-en-Blayois, en Gironde, est un ecclésiastique français, député aux États généraux de 1789.

## Biographie
Curé de Saint-Christoly, il fut, le 8 avril 1789, élu par la sénéchaussée de Bordeaux député du clergé aux États généraux. Il n'y eut qu'un rôle sans importance, et son nom n'est pas au Moniteur.